# رشيد عليوي
رشيد عليوي (بالإنجليزية: Rachid Alioui)‏ (و. 1992 – م) هو لاعب كرة قدم من المغرب . ولد في لا روشيل. يلعب حاليا مع نادي أنجيه الفرنسي.

## روابط خارجية
- رشيد عليوي على موقع قاعدة بيانات كرة القدم.إي يو (الإنجليزية)
- رشيد عليوي على موقع ليكيب (الفرنسية)
- رشيد عليوي على موقع ناشيونال فوتبول تيمز (الإنجليزية)
- رشيد عليوي على موقع Soccerway.com (الإنجليزية)
- رشيد عليوي على موقع عالم كرة القدم.نت (الإنجليزية)
- رشيد عليوي على موقع AS.com (الإسبانية)
- رشيد عليوي على موقع GSA (الإنجليزية)